# 野村恭雄
野村 恭雄（のむら やすお、1899年（明治32年）7月23日 - 1980年（昭和55年）4月17日）は、大日本帝国陸軍軍人。最終階級は陸軍少将。

## 経歴
山口県出身。1921年（大正10年）7月、陸軍士官学校第33期卒業。陸軍砲工学校第30期を優等で卒業。東京帝国大学物理学科卒業。
陸軍大学校教官を経て、1941年（昭和16年）3月、陸軍大佐に進み、近衛野砲兵連隊長に補され、大東亜戦争に出征する。マレー、シンガポールを攻陥し、スマトラに駐屯した。内地に帰還後は、陸軍兵器行政本部技術課長、陸軍第2技術研究所員、大本営参謀などを歴任し、1945年（昭和20年）3月に陸軍少将に進んだ。
1947年（昭和22年）11月28日、公職追放仮指定を受けた。